# John de Lancie (oboísta)
Para su hijo, actor, véase John de Lancie.
John de Lancie (26 de julio de 1921-17 de mayo de 2002) fue un músico estadounidense conocido por haber sido el solista principal de oboe de la Orquesta de Filadelfia durante muchos años y que es conocido por ser dedicatario del Concierto para oboe de Richard Strauss.

## Carrera
John de Lancie nació en 1921 en Berkeley, California. Antes de enrolarse en el ejército estadounidense en la Segunda Guerra Mundial, ya era oboista solista de la Orquesta Sinfónica de Pittsburgh bajo la dirección de Fritz Reiner.
De Lancie coincidió por casualidad con el célebre compositor alemán Richard Strauss durante su servicio como soldado en Europa al final de la II Guerra Mundial. En abril de 1945, al final de la guerra, Strauss fue aprehendido por soldados estadounidenses en su residencia de Garmisch. Descendiendo por la escalera, se identificó ante el teniente Milton Weiss del siguiente modo: "Soy Richard Strauss, el compositor de El caballero de la rosa y Salomé." El teniente Weiss, quien casualmente era también músico, asintió al reconocerle. Se marcó la entrada de la villa con una señal prohibiendo el paso para proteger a Strauss. Durante las siguientes semanas, Strauss compuso para de Lancie, a su solicitud, su Concierto para oboe, op. 144, una de sus últimas obras.
Falleció en 2002 en su residencia en Walnut Creek a causa de una leucemia.